# Inserts
Inserts (en español, Insertos) es una película de comedia dramática británica de 1975 escrita y dirigida por John Byrum en su debut como director, y protagonizada por Richard Dreyfuss, Jessica Harper, Bob Hoskins y Veronica Cartwright. 
La trama trata sobre actores y directores de principios de los años 1930 que no pudieron hacer la transición del cine mudo al sonoro y, por tanto, se dedicaron a la producción de pornografía. El título de la película toma su nombre del doble significado de la palabra "inserción", que tanto se puede referir a una técnica cinematográfica (insertar escenas que faltan en un material preexistente) como a la penetración sexual. Inserts se filmó al estilo de una obra de teatro: en un solo acto en un único set y se rodó íntegramente en tiempo real.

## Trama
Hoy, un público formado por hombres y mujeres ve una película de despedida de soltero, en blanco y negro. Al terminar, un hombre se queja de que no hubo "corrida".
En Hollywood, a principios de la década de 1930, poco después del inicio del período sonoro, un aun joven director de Hollywood conocido como Boy Wonder ha perdido el favor de los estudios. Esto se debe a su renuencia a bajar sus estándares o abandonar su estilo experimental, como el uso de cámara en mano, y se dedica a producir cortometrajes de despedida de soltero de menor calidad a cambio de dinero fácil, debido a su alcoholismo y su miedo a abandonar su casa. Trabaja en su decadente mansión, que es la única que queda en una calle que se está convirtiendo en autopista.
En la mañana de un rodaje, llega la protagonista Harlene, adicta a la heroína. Harlene fue una estrella muy conocida durante la época del cine mudo y ella también se muestra reacia a unirse a las filas del cine sonoro debido en parte a su voz aguda. Ahora ella es la "estrella" de la primera de sus seis películas. La actriz prepara y se inyecta heroína mientras Boy Wonder bebe mucho durante una conversación sobre los tiempos cambiantes en Hollywood.
Luego llega el actor Rex, Wonder Dog, vestido con un traje con manchas de hierba en las rodillas, ya que acaba de llegar de su trabajo en una funeraria. Rex le cree un hombre de un estudio que se ofreció a incluirlo en el cine sonoro convencional y tiene una cita para reunirse con él en su habitación de hotel ese mismo día.
Boy Wonder intenta hacer una cinta artística utilizando una actriz bajo la influencia de la heroína y un actor que se siente cada vez más frustrado con él y con toda su charla poética, gran parte de la cual no comprende. Una vez que comienzan, Rex pierde el control durante la acción y Boy Wonder necesita romperle una botella de vino en la cabeza para que se detenga.
En ese momento aparece el productor de las cintas porno clandestinas Big Mac. Tiene paquetes de heroína en el bolsillo, un cigarrillo apagado en la boca, fajos de billetes para Rex y la aspirante a actriz Cathy Cake colgando de su brazo. Harlene cobra su pago en heroína y sube al piso de arriba a inyectarse, donde muere de una sobredosis. Rex encuentra el cadáver y todos están molestos por este giro de los acontecimientos. Boy Wonder habla de continuar con su película mientras el cadáver no se ponga rígido, pero Rex se niega a actuar con una mujer muerta.
Big Mac le ofrece a Rex un papel en una película convencional para conseguir su ayuda para enterrar el cuerpo a escondidas en el cementerio. Mientras los dos están fuera, Boy Wonder se ofrece a filmar a Cathy para insertar tomas de su cuerpo desnudo para simular que es Harlene. Al principio, Cathy se niega a desvestirse, pero después de hacerlo, Boy Wonder la excita y la filma. Finalmente tiene relaciones sexuales con él, pero el director se decepciona al enterarse de que la cámara estaba apagada. La experiencia sexual de Boy Wonder con Cathy marca el final de su antiguo problema de impotencia.
Boy Wonder, sin embargo, se da cuenta de que este encuentro sensual fue una estratagema para incluirla en la película, y que ella lo ha usado y dirigido de la misma manera que él la usó y dirigió a ella. Big Mac y Rex regresan y los encuentran a ambos medio desnudos. En un ataque de celos, Big Mac termina su contrato de seis películas con Boy Wonder, quien en ese momento está completamente borracho. Rex golpea a Boy Wonder y lo golpea con la botella, como antes le hizo a él. Big Mac toma el carrete de la película filmada y se va con Rex y Cathy. Después de que Boy Wonder se queda solo, un hombre llama a la puerta. Este es Clark Gable, un actor entonces poco conocido que se decía que tenía la intención de visitar a Boy Wonder para un proyecto cinematográfico. Boy Wonder no abre la puerta y Gable finalmente se va. Solo en su espaciosa sala de estar, Boy Wonder toca el piano y canta, reflexionando sobre qué almorzará.

## Reparto
- Richard Dreyfuss como Boy Wonder
- Jessica Harper como Cathy Cake
- Veronica Cartwright como Harlene
- Bob Hoskins como Big Mac
- Stephen Davies como Rex

## Producción
La película fue escrita originalmente en 1972. John Byrum sentía que su carrera, en sus palabras, "no iba a ninguna parte rápidamente. Me pidieron que escribiera una película porno pero no pude, así que escribí una película sobre cómo intentar escribir en el género porno. Es una película muy personal". 
Byrum no pudo conseguir financiación, pero Tony Bill leyó el guion y luego contrató a Byrum para escribir Harry y Walter van a Nueva York. Cuando este guion se vendió por 500.000 dólares, Byrum fue considerado "de moda" y pudo conseguir financiación para Inserts. El dinero provino de United Artists, Devina Belling, Clive Parsons y la estrella Richard Dreyfuss, que acababa de rodar Tiburón (Belling y Parsons ayudaron a financiar Harry y Walter). La película se filmó en Londres durante tres semanas con un presupuesto de 350.000 dólares, de los cuales 150.000 dólares fueron para Dreyfuss. 
Byrum dijo que la película "probablemente habría sido mejor aceptada hace diez años, pero ya sea que la gente ame u odie la película, deben saber que todos los involucrados se comprometieron y creyeron en ella". 
El film incluyó escenas de desnudos de cintura para arriba de Jessica Harper y desnudez frontal total de Veronica Cartwright  y Stephen Davies. Graham Masterton escribió una novela complementaria.

## Estreno
La película recibió originalmente una calificación X. Richard Dreyfuss apeló personalmente la decisión.  "Sabíamos que sería controvertido pero no teníamos idea de que obtendría una calificación X", dijo Belling. "Es una película sobre supervivencia, ambición y miedo al rechazo, pero nadie parece entenderlo". 

## Recepción

### Crítica
Roger Ebert le dio a Inserts 2,5 estrellas de 4 posibles, y escribió que el diálogo de la película era forzado y el escenario no del todo convincente, pero que Dreyfuss y Cartwright dieron actuaciones efectivas y la película "tiene un cierto encanto peculiar".  Gene Siskel del Chicago Tribune le otorgó una calificación idéntica de 2,5 estrellas y observó: "Se nota que la película fue dirigida por un escritor. Muchas veces se lee como una obra de teatro, una de esas obras en las que el diálogo siempre se hace eco del diálogo anterior. Pero ahí es donde la energía de Dreyfuss rescata la película: aporta la ventaja que desbarata el guion inventado".  Vincent Canby de The New York Times pensó que la película era "esencialmente un truco, un melodrama de payasadas en forma de obra de un acto, un escenario y cinco personajes. Sin embargo, es una obra muy inteligente, truco inteligente que, en su forma autodenominada 'degenerada', recuerda con mayor precisión aspectos del viejo Hollywood que cualquier otra película de época, incluida Gable y Lombard.  Una reseña en Variety declaró: "Chalk destaca a Byrum como un director con buen talento para manejar actores, con Jessica Harper como la astuta e inocente y Stephen Davies y Bob Hoskins como el actor y el jefe más extravagantes, respectivamente. Pero todo es demasiado superficial a pesar de sus posibles alusiones. Tipos reales de Hollywood de los años 30 altamente ficticios".  Kevin Thomas de Los Angeles Times la llamó "una de esas películas que está absolutamente decidida a contar las cosas como eran, o como son todavía. Pero el guionista y director John Byrum está tan concentrado en esto que aparentemente nunca se le ocurrió que "Realmente no tengo nada que decir que no sea ya bastante conocido; principalmente, que Hollywood podría ser/puede ser un lugar bastante sórdido, infinitamente engañoso incluso para los más hastiados". 
Gary Arnold, del The Washington Post, criticó la película como "uno de esos conceptos de mala calidad que no tienen adónde ir más que volver al montón de basura. Cuanto antes se pierda de vista este fiasco sórdido y pretencioso, mejor será para varias carreras prometedoras, en particular la carrera de Richard Dreyfuss, quien ha cometido un formidable 'paso en falso' artístico al enganchar su vivaz y ascendente estrella a un vehículo sin valor".  Pauline Kael de The New Yorker afirmó: "Byrum tiene sólo veintiocho años y esta película se hizo (en Inglaterra) con un presupuesto pequeño (alrededor de medio millón). Aún así, las inexpertas paradojas de Boy Wonder (...) y las perlas de sabiduría condescendiente que deja caer son pura juventud".  Tom Milne, de The Monthly Film Bulletin, escribió que al principio "Parece que Inserts podría ir a alguna parte como un reflejo de la caída de Hollywood de una fábrica de sueños a un traficante de pornografía de segunda mano", pero luego "el guion se sale mucho de lo normal con su profundidad en algunas reflexiones redundantes sobre la integridad artística versus el oportunismo comercial, aprovechando simultáneamente la oportunidad para dar un poco de excitación hasta que todo comienza a hundirse con vergonzosa autoburla en una sexploitation rutinaria". 
Inserts tiene una puntuación del 69% en Rotten Tomatoes según 13 reseñas, con una puntuación media de 5,8/10. 

### Taquilla
La película fue un fracaso de taquilla. 

## Obra de teatro
Los tres productores sintieron que el material funcionaría como obra de teatro y Byrum estuvo de acuerdo. Adaptó el guion a una obra de teatro y debutó en Nueva York en 1982 protagonizada por Kevin O'Connor. 

### Recepción
Mel Gussow de The New York Times dijo que "la obra se toma a sí misma demasiado en serio mientras adorna el escenario con diálogos redundantes y situaciones de mal gusto".  Walter Kerr, de la misma publicación, lo calificó de "pequeña pieza terrible". 